# フェルミガンマ線宇宙望遠鏡

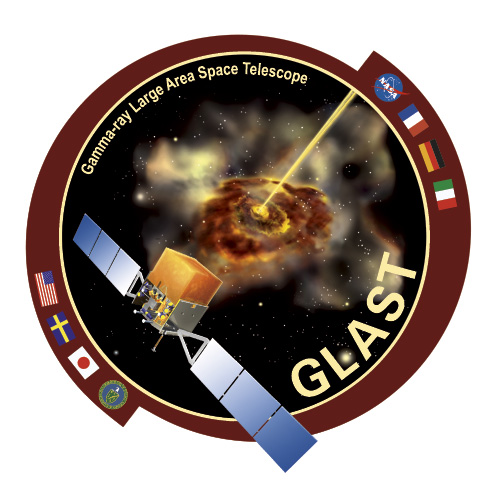
GLASTのロゴマーク

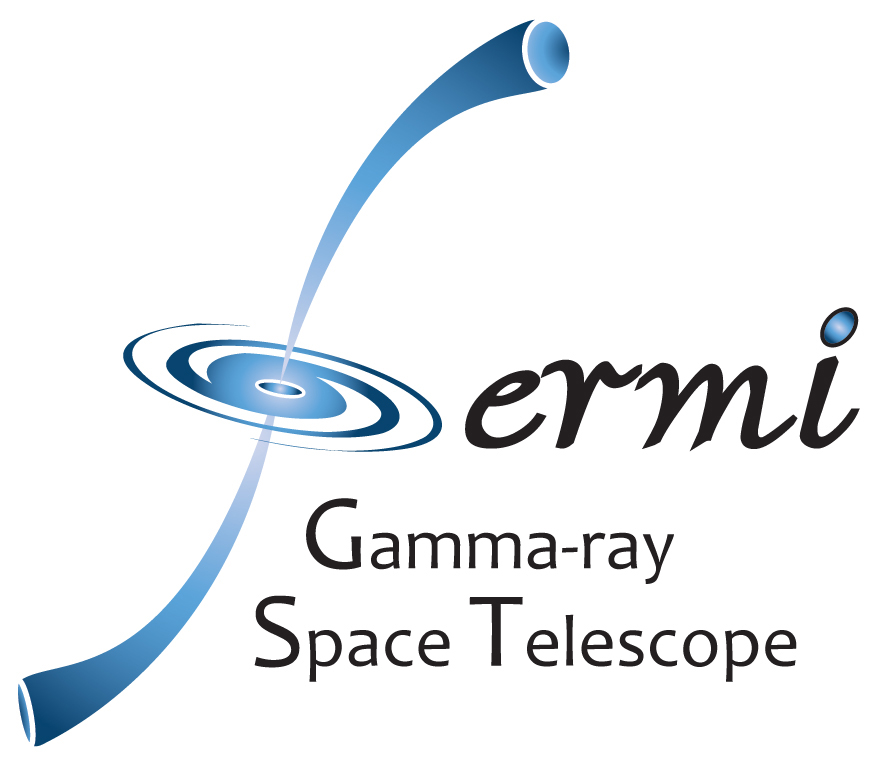
Fermiのロゴマーク

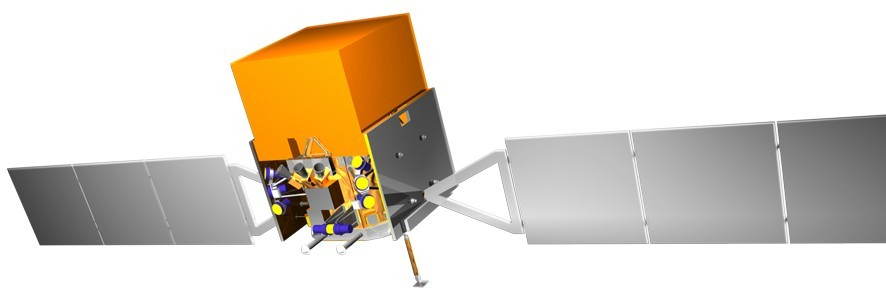
GLASTの概念図

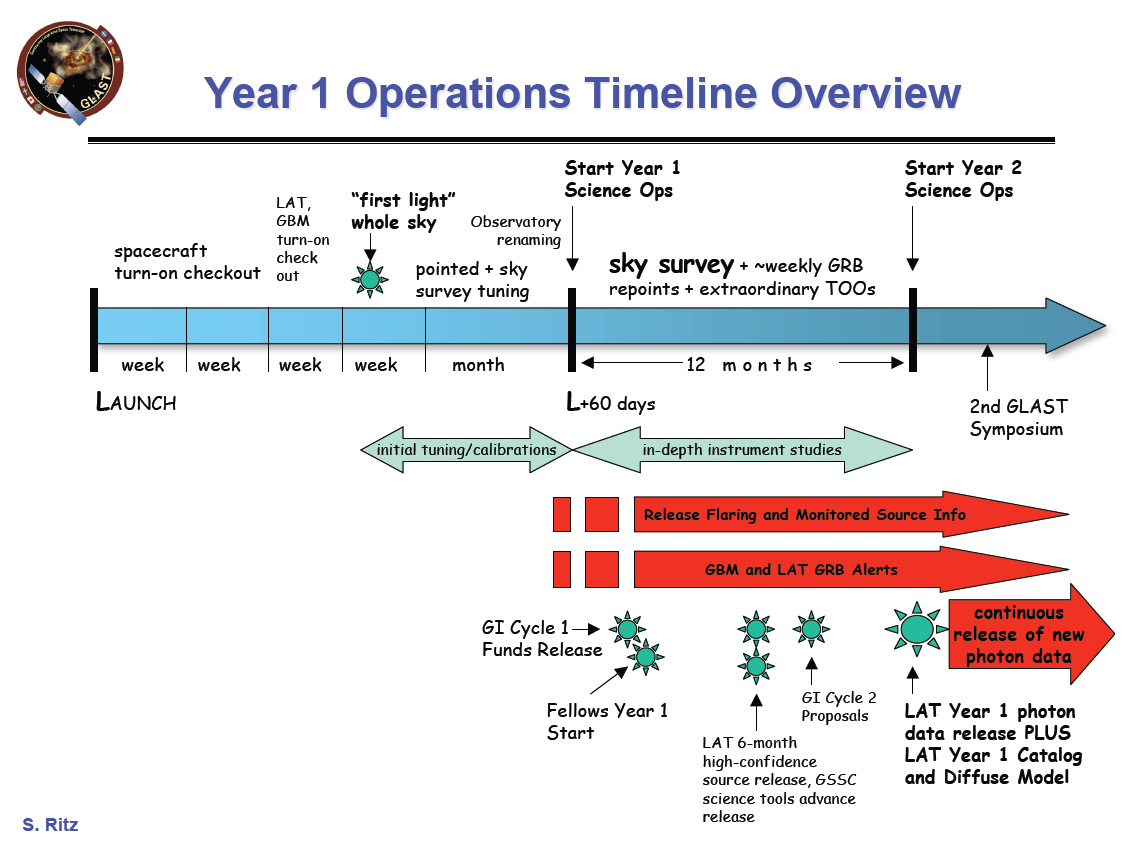
運用予定

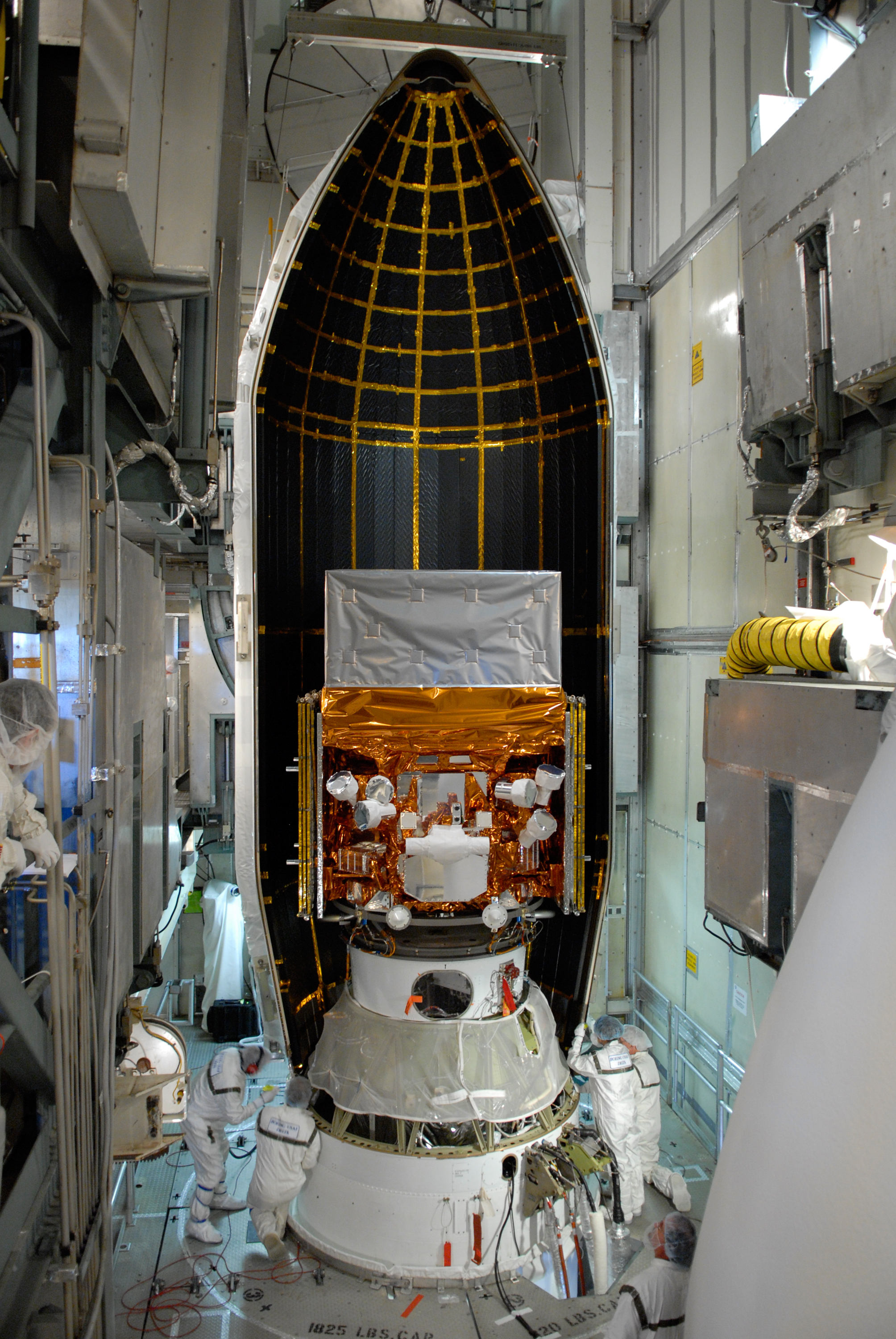
2008年5月にケープカナベラルに到着したGLAST

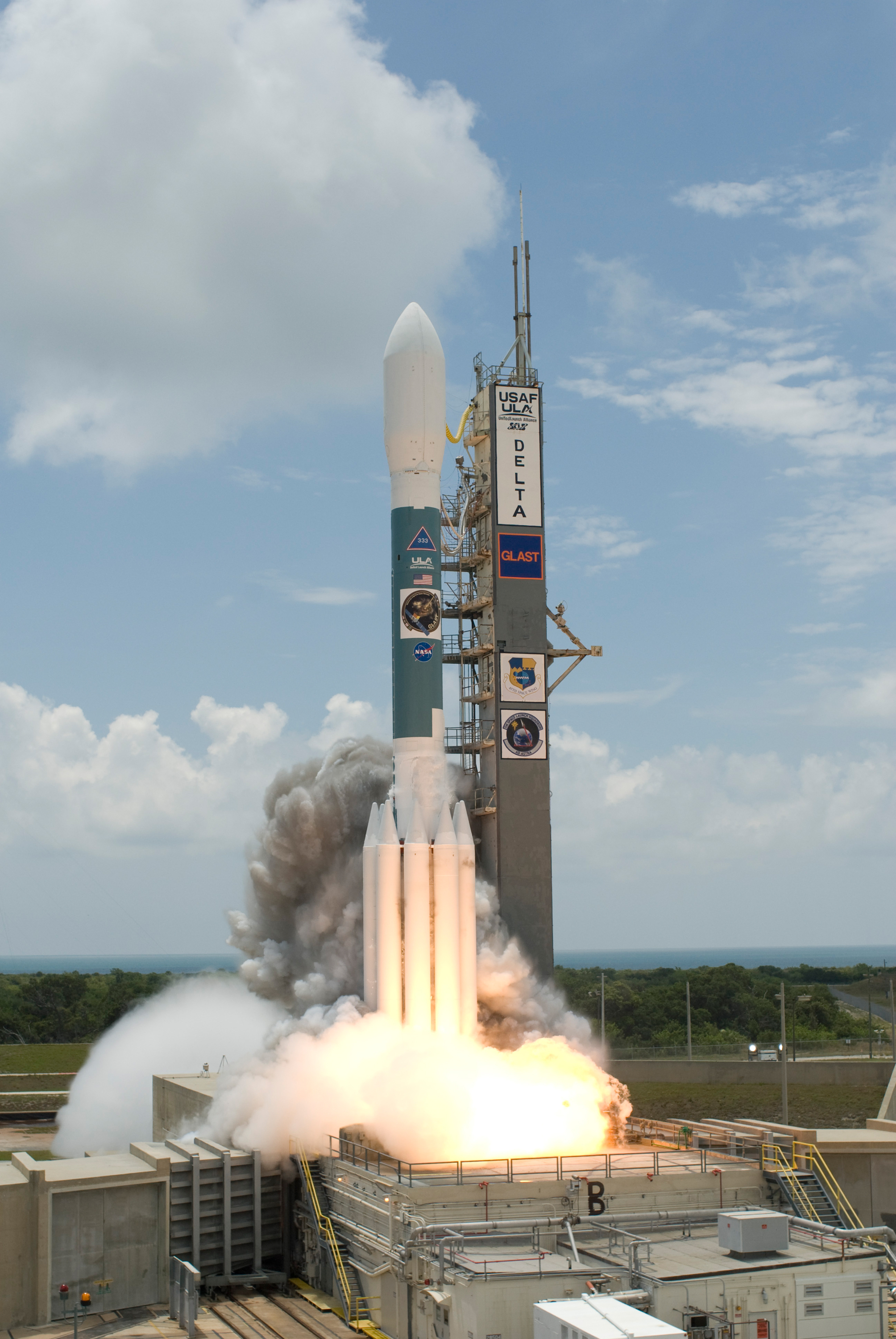
デルタ IIロケットで2008年6月11日に打ち上げられた

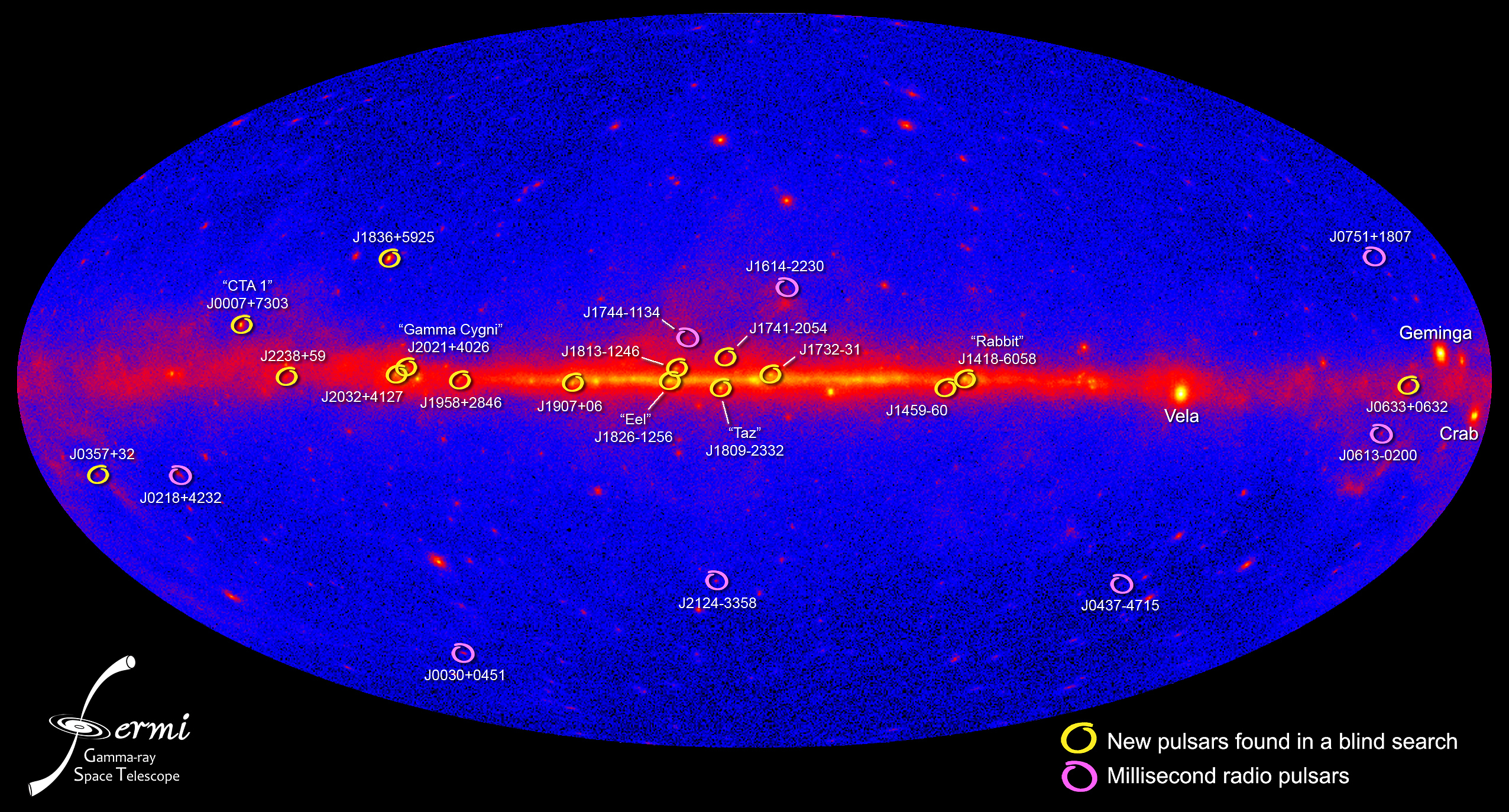
フェルミガンマ線宇宙望遠鏡で検出されたガンマ線パルサーの分布

ガム星雲のガンマ線パルサー、フェルミの広角望遠鏡で検出された光子から構成

フェルミガンマ線宇宙望遠鏡 (フェルミ望遠鏡) は、ガンマ線観測用の天文衛星である。以前は Gamma-ray Large Area Space Telescope (GLAST) と呼ばれていた。ガンマ線検出器として大面積望遠鏡 (LAT) とガンマ線バーストモニター (GBM) の2つを搭載する。2008年6月11日 16:05 GMTにデルタII7920-H ロケットでNASAによって打ち上げられ、2008年8月から運用が開始された。アメリカ、フランス、ドイツ、イタリア、日本、スウェーデンの政府機関、研究組織による共同研究である。2008年2月8日にNASAはGLASTに新名称をつける事を提案し、2008年8月26日に Fermi Gamma-ray Space Telescope と改名した。
フェルミ望遠鏡は、2013年8月11日に当初予定していた5年間の観測ミッションを終了し、2018年まで観測を続ける延長ミッションに移行した。この5年間で、1,200以上のガンマ線バースト、500回以上の太陽フレアを観測した
。

## 概要
フェルミ望遠鏡は、大面積望遠鏡 (LAT) とガンマ線バーストモニター (GBM) という2つのガンマ線観測装置を搭載している。LAT は 20 MeV から 300 GeV 以上のエネルギー帯域を覆う、高エネルギーガンマ線の検出・撮像装置である。全天の約20%の視野を持ち、掃天観測を行うことを目的としている。活動銀河、超新星残骸、パルサーのような高エネルギーガンマ線天体に加え、暗黒物質、宇宙線、星間物質も研究対象である。これとは相補的に、GBM は 8 keV から 30 MeV のエネルギー帯域でガンマ線バーストのような突発天体の観測を行う。

## 検出器

### LAT
コンプトンガンマ線観測衛星に搭載されたEGRETの後継である。

### GBM
GBMは14のシンチレーション検出器（12個のヨウ化ナトリウム結晶で8keV〜1MeV、2個のビスマスゲルマニウム結晶で150keV〜30MeVのバーストを捉える）と地球上では捉えることのできない帯域のガンマ線バーストを捉える。

## 参加研究機関一覧

### LAT に参加する研究機関

#### アメリカチームの研究機関
- スタンフォード大学, 物理学科, GLAST グループ & ハンセン実験物理研究所
- スタンフォード直線加速器センター,粒子天体物理グループ
- NASA ゴダート宇宙飛行センター, 高エネルギー天文学研究所 Astrophysics
- 合衆国海軍研究所,高エネルギー宇宙環境(HESE)部門
- オハイオ州立大学,物理学科
- カリフォルニア大学サンタクルーズ校, 物理学科
- ソノマ州立大学, 天文＆物理学科
- ワシントン大学
- テキサス A&M 大学キングスビレッジ校

#### 日本チームの研究機関
- 東京大学
- 東京工業大学
- 宇宙航空研究開発機構/宇宙科学研究所
- 広島大学
- 早稲田大学
- 名古屋大学
- 茨城大学

#### ドイツチームの研究機関
- マックスプランク物理学研究所
- マックス・プランク地球外物理学研究所

#### オーストリアチームの研究機関
- インスブルック大学

#### アイスランドチームの研究機関
- アイスランド大学

#### イタリアチームの研究機関
- 国立核物理研究所 (INFN)
- イタリア宇宙機関
- Istituto di Fisica Cosmica, Milano, CNR
- INFNとバーリ大学
- INFNとパドヴァ大学
- INFNとペルージャ大学
- INFNとピサ大学
- INFNとRome Tor Vergata大学
- INFNとトリエステ大学
- INFNとUdine大学

#### スペインチームの研究機関
- Institut de Ciències de l'Espai

#### フランスチームの研究機関
- Service d'Astrophysique, CEA DAPNIA, フランス原子力庁
- フランス国立宇宙研究センター
- Institut National de Physique Nucléaire et de Physique des Particules, IN2P3
- Laboratoire Leprince-Ringuet de エコール・ポリテクニーク
- Centre d'Études nucléaires de Bordeaux Gradignanボルドー大学
- Laboratoire de Physique Théorique et Astroparticules, モンテペルリエ第2大学

#### スウェーデンチームの研究機関
- 王立工科大学
- ストックホルム大学